# Lindsaea quadrangularis
Lindsaea quadrangularis är en ormbunkeart. Lindsaea quadrangularis ingår i släktet Lindsaea och familjen Lindsaeaceae.

## Underarter
Arten delas in i följande underarter:
- L. q. antillensis
- L. q. mexiae
- L. q. quadrangularis
- L. q. subalata
- L. q. pallescens
- L. q. terminalis